# Sascut
Sascut là một xã thuộc hạt Bacău, România. Dân số thời điểm năm 2002 là 10159 người.